# Johannes Fiebag
Johannes Fiebag (ur. 14 marca 1956 w Northeim, zm. 11 października 1999) – niemiecki pisarz, naukowiec oraz ufolog.

## Życie
Studiował na uniwersytecie w Würzburgu geologię, paleontologię, fizykę oraz astronomię. Jest współodkrywcą krateru Azuara w Hiszpanii. Po ukończeniu studiów pracował jako geolog w zakresie ochrony środowiska. Od 1991 r. był pisarzem i publicystą. Pracował jako redaktor naczelny magazynu „Ancient Skies” (później „Legendary Times”). Pisał także dla gazety „Hobby” oraz dla „PM-Magazin”.Wraz z Rainerem Holbe był konsultantem badań dla telewizyjnej serii „Fantastic Phenomena” w telewizji SAT-1 oraz z Erichem von Dänikenem w cyklu „Śladami wszechmocnych”, również w SAT-1.

W swojej książce „Znaki na niebie” napisanej wraz ze swoim bratem Peterem Fiebagiem przedstawia m.in. swoje argumenty nawiązujące do objawień maryjnych w Fatimie, które według niego mogły być kontaktem z pozaziemską inteligencją.
Trzy lata przed śmiercią, 7 lutego 1996 roku, w audytorium Maximum Uniwersytetu w Bernie Johannes Fiebag został uhonorowany nagrodą imienia dr. A. Hendriego przyznawaną przez fundację o tej samej nazwie za wybitne osiągnięcia w dziedzinie „obiektywno-krytycznych” badań nad UFO, za prezentowanie licznych hipotez mających na celu wyjaśnienie tego zjawiska, jak również za efektywną działalność publicystyczną. Mieszkał w Bad Neustadt w Dolnej Frankonii wraz ze swoją żoną Gertrude oraz trójką dzieci, Tobiasem, Danielem i Kristiną. Został pochowany 15 października 1999 roku w miejscu dotychczasowego zamieszkania.

## Książki (przetłumaczone na język polski)
- Inni: Spotkania z pozaziemską inteligencją (Die Anderen. Begegnungen mit einer außerirdischen Intelligenz) ISBN 83-86096-10-1
- Kontakt: Uprowadzenia do UFO w Niemczech, Austrii i Szwajcarii (Kontakt. UFO-Entführungen in Deutschland, Österreich und der Schweiz. Augenzeugen berichten) ISBN 83-86096-18-7
- Maszyna wieczności (Die Ewigkeits-Machine) ISBN 83-7245-224-5
- Znaki na niebie (Himmelszeichen. Eingriffe Gottes oder Manifestationen einer fremden Intelligenz?) ISBN 83-86096-14-4 (książka napisana wraz z bratem Peterem Fiebagiem)
- Gwiezdne wrota. Oni są wśród nas (Sternentore. Sie sind hier. Auberirdische Prasenz auf der Erde und im Sonnensystem) ISBN 83-85732-80-2
- Tajne orędzie fatimskie (Die geheime Botschaft von Fatima) ISBN 83-86096-20-9